# Porozjnij rejs
Porozjnij rejs (russisk: Порожний рейс) er en sovjetisk spillefilm fra 1962 af Vladimir Vengerov.

## Medvirkende
- Georgij Jumatov som Nikolaj Khromov
- Aleksandr Demjanenko som Pavel Sirotkin
- Tamara Sjomina som Arina
- German Katjin som Viktor Krjukov
- Svetlana Kharitonova som Tonja